# Adrian Belew
Adrian Belew (Covington (Kentucky), 23 december 1949), geboren als Robert Steven Belew, is een Amerikaanse multi-instrumentalist die vooral bekend staat als gitarist en zanger. Specifiek is zijn ongebruikelijke en impressionistische benadering van zijn gitaarklanken die, in plaats van te vertrouwen op standaard instrumentale tonen, vaak lijken op geluidseffecten of geluiden gemaakt door dieren en machines.

## Jeugd
Robert Steven Belew werd op 23 december 1949 geboren in een middenklasse gezin in Covington, een stadje in Kentucky. Aanvankelijk bekend bij vrienden en klasgenoten als "Steve", speelde hij drums in zijn tienerjaren, speelde hij met de Ludlow High School marching band en later met de middelbare schoolband The Denems. Geïnspireerd door Jimi Hendrix begon hij gitaar te spelen. Op 17-jarige leeftijd werd hij verder geïnspireerd door een cluboptreden van bluesrockgitaar solopionier Lonnie Mack, die later een goede vriend werd.

## Speelstijl
Belew was niet geneigd tot formele muziekstudie, maar ontwikkelde zich snel als een gitaarheld op de middelbare school. Hij leerde zichzelf meestal door naar platen te luisteren, was onwetend van geluidsmanipulatie in studio's en vond daarom manieren om ze zelf zonder electronica te repliceren met behulp van ongebruikelijke speeltechnieken en een groeiende interesse in effecten. Terwijl hij volwassen werd als speler en verschillende speelstijlen beheerste, raakte Belew steeds meer in beslag genomen door manieren om te voorkomen dat hij "klinkt als iedereen". Uiteindelijk vond hij zijn eigen geluid en stijl door te leren hoe hij zijn gitaar geluidseffecten kon laten nabootsen, zoals claxons, dierengeluiden of industriële geluiden, en die geluiden vervolgens toe te passen op relatief standaardnummers.

## Carrière
Halverwege de jaren zeventig begon Belew de voornaam "Adrian" te gebruiken en verhuisde naar Nashville om een fulltime carrière als professionele muzikant na te streven. In 1977 speelde hij met de regionaal 5-mansband Sweetheart (Saxofoon, keyboards, bas, drums, gitaar, drie zangers). Sweethart speelde alleen maar covers van o.a. Stevie Wonder en Steely Dan, maar hij vroeg zich af of hij (op 27-jarige leeftijd) zijn kans had gemist om de kost te verdienen met originele muziek.

### Werk met Frank Zappa (1977-1978)
In 1977, tijdens een Sweetheart-optreden in Nashville, werd Belew ontdekt door Frank Zappa, die door zijn chauffeur was getipt over de talenten van de band. Zappa benaderde Belew en vroeg of hij auditie wilde doen voor een aanstaande tournee. Toen de formele uitnodiging - vergezeld van een paar liedjes voor de auditie - na een paar maanden van Zappa eenmaal kwam, vloog Belew naar Los Angeles en merkte dat hij auditie deed naast meer formeel geschoolde muzikanten, waaronder 50 gitaristen. In de overtuiging dat hij de auditie had verpest, haalde Belew Zappa over om hem een tweede kans te geven. Belews tweede auditie was een intiemere  één-op-één-ervaring die plaatsvond in de woonkamer van Zappa. Zappa was zo onder de indruk dat hij Belew voor een jaar inhuurde via een mondelinge overeenkomst.
Belew speelde een jaar bij Zappa, en maakte deel uit van de band op het Zappa-album Sheik Yerbouti, waarop Belew een rol vervulde als gitarist, maar ook als zanger in de nummers "City of Tiny Lights" en "Jones Crusher". Vanwege drugsproblemen hief Zappa de band na een jaar op, hijzelf vervolgde met montagewerk aan een concertfilm, maar bood Belew een vervolg aan.

### Werk met David Bowie (1978-1979)
Tijdens de tournee met Zappa door Europa werd Belew in Keulen via Brian Eno benaderd door David Bowie, die toen een gitarist zocht. Belew had de mogelijkheid om met Zappa verder te gaan, maar hij koos voor Bowie en diens "Isolar II Tour" in 1978. Belew speelde op het dubbel-livealbum Stage en droeg ook bij aan Bowie's album Lodger. Twaalf jaar later was muzikaal leider van de Sound+Vision Tour van David Bowie, waarbij hij ook gitaar speelde en zong.

### GaGa, Talking Heads en de Tom Tom Club (1979-1982)
In 1980 vormde Belew zijn eigen band onder de naam GaGa waarvan hij zanger en gitarist werd. Hij was ook de primaire songwriter en verzorgde via tapes het drumwerk. Belew was inmiddels een frequente bezoeker van de muziekscene in New York en werd bevriend met de opkomende Talking Heads. Belew werd uitgenodigd om zich bij de band op het podium te voegen voor uitvoeringen van hun bekendste nummer "Psycho Killer", en maakte indruk met zijn wilde en onorthodoxe gitaarsoli. Rond deze tijd ontmoette Belew  King Crimson-gitarist Robert Fripp tijdens een Steve Reich-concert. In juli van dat jaar werd GaGa uitgenodigd om in de omgeving van New York als openingsact voor de band van Fripp, League of Gentlemen.
In diezelfde periode werkte hij als gitarist mee aan het Talking Heads album Remain In Light, waarna hij twee jaar met hen op tournee ging. Belew's betrokkenheid bij Talking Heads strekte zich uit tot de sideprojecten van de bandleden. Hij speelde op het debuutalbum van toetsenist/gitarist Jerry Harrison, The Red and the Black, op verschillende nummers van de soundtrack van David Byrnes The Catherine Wheel, een balletstuk voor Twyla Tharp. Hij werkte ook mee op het debuutalbum van Tina Weymouth en Chris Frantz Tom Tom Club, maar kreeg onenigheid over de rechten op de muziekstukken waar hij aan meegeschreven had.

### Begin van solocarrière (1981)
Belew kreeg een platencontract voor een solo-album bij Island Records, dat in 1982 resulteerde in Lone Rhino. Het album bood een thuisbasis voor verschillende GaGa-nummers en vermengde verschillende elementen van Belew's werk van de afgelopen tien jaar, waaronder pittige en luidruchtige door Zappa/Byrne beïnvloede nummers, liefhebberijen in wereldmuziek, mogelijkheden voor dierlijke/mechanische geluiden op gitaar en sonische experimenten die doen denken aan Jimi Hendrix of de Beatles. Het bevat ook een instrumentaal duet tussen Belew en zijn vierjarige dochter Audie (de laatste improviseerde op akoestische piano, waarbij Belew een bewerkt gitaarcontrapunt toevoegde).

### King Crimson (1981–2013)
Belew's betrokkenheid bij King Crimson begon toen hij nog speelde bij Talking Heads. Frontman Robert Fripp vroeg Belew om zich bij zijn nieuwe vierkoppige band (destijds Discipline genaamd) aan te sluiten als zanger en tweede gitarist. Belew was destijds niet alleen bezig met Talking Heads, maar ook met de Tom Tom Club-sessies en de opname van zijn eerste  soloalbum. Gezien de interne problemen tussen de Talking Heads-leden zag hij meer toekomst bij Fripp, bij wie hij meer kansen zou krijgen om zich te ontwikkelen en zich te uiten. Een van zijn voorwaarden om lid te worden van de nieuwe band was dat hij de tijd zou krijgen om zijn solocarrière voort te zetten en uit te bouwen, waarmee Fripp instemde.
In september 2013, na een bandonderbreking van vier jaar, kondigde Fripp de vorming aan van een zevenkoppig King Crimson, zonder Belew. Belew verklaarde op zijn Facebook-pagina dat Fripp hem had verteld dat hij "niet de juiste man zou zijn" voor wat Fripp in gedachten had met de nieuwe versie van de band.

### Solocarrière II  (1983–1986)
In 1983 nam Belew een tweede soloplaat op,  genaamd Twang Bar King. GaGa speelt opnieuw als begeleidingsband, aangevuld met voormalig Elvis Presley-drummer Larrie Londin. Zijn daaropvolgend soloalbum werd opgenomen in 1986 en is een experimenteel, volledig instrumentaal album met bewerkte gitaar, gitaarsynthesizer en percussie, genaamd Desire Caught By the Tail. Naar Belews mening heeft de plaat hem zijn contract bij Island Records gekost, vanwege het zeer oncommerciële karakter ervan.

### The Bears (1985-1989, 1997-heden)
Nadat King Crimson in 1984 een pauzeperiode inlaste, vormde Belew de popband The Bears met collega-gitarist en zanger Rob Fetters, drummer Chris Arduser en basgitarist Bob Nyswonger, vrienden die hij had ontmoet tijdens zijn Sweetheart-dagen halverwege de jaren zeventig. The Bears ondertekenden een platencontract bij de I.R.S. Records-dochter Primitive Man Recording Company, waarvoor ze twee albums opnamen, The Bears in 1987 en Rise and Shine in 1988. In 1989 ging de band uit elkaar, nadat I.R.S. de stekker trok uit PMRC. In eigen beheer werden in 2001, 2002 en 2007 nog drie albums uitgebracht.

### Solocarrière III (1989-heden)
Belew blies zijn solocarrière in 1989 nieuw leven in met Mr. Music Head, waarop hij vrijwel alle instrumenten bespeelt (met uitzondering van de contrabas door Mike Barnett). Het album is opgesplitst in relatief eenvoudige pop-, en meer experimentele nummers, met een sterke nadruk op de kenmerkende elektrische klanken van Belew, plus veel percussie en een ongebruikelijke benadering van akoestische productie. Mr. Music Head genereerde met "Oh Daddy" een hitsingle (nr. 5 in de Amerikaanse Modern Rock-hitlijst), waarop Belew een duet zingt  met zijn 11-jarige dochter Audie.
In 1990 produceerde Belew een soortgelijk vervolg met Young Lions. Dit bevat een aantal covers, plus twee gastoptredens van David Bowie. Het album genereerde een hit met het Belew en Bowie duet "Pretty Pink Rose", en met de single "Men In Helicopters".
In de volgende fase van zijn carrière streeft hij een meer traditionele zang- en songwritingstijl na op Inner Revolution uit 1992 en Here uit 1994 (evenals het voor zichzelf sprekende  The Acoustic Adrian Belew uit 1993). Deze albums zijn sterk song-gericht en toegankelijk, maar verkochten minder dan Belew had verwacht. Op Zop Too Wah uit 1996 mengt Belew zijn solide songwriting-aanpak met een meer avant-gardistische instrumentale kleuring.
Belew werkt regelmatig mee met Nine Inch Nails en leverde bijdragen aan hun albums The Downward Spiral, The Fragile, Ghosts I – IV en Hesitation Marks. Zijn klassieke werk E For Orchestra werd opgenomen in de MCO Studio 3 in Hilversum en kreeg haar wereldpremière in Paradiso.

### Experimentel Gitaar Werk
The Experimental Guitar Series Volume 1 was oorspronkelijk bedoeld als de eerste in een reeks experimentele gitaaralbums met  muzikale concepten die anders niet door conventionele platenlabels zouden worden uitgebracht. Alle tien composities – uitgevoerd door Belew op een op maat gemaakte Fender Stratocaster, waarbij gebruik wordt gemaakt van technische elementen als Roland-gitaarsynthesizers, Korg-gitaarprocessors en Roland-delays -  zouden kunnen worden gecategoriseerd als ‘moeilijke luistermuziek’, een term bedacht door performancekunstenaar en Belew-tijdgenoot Laurie Anderson. Daarnaast is Belew gaan werken met mobiele app-platforms via zijn zelf ontworpen iOS-app FLUX:FX.

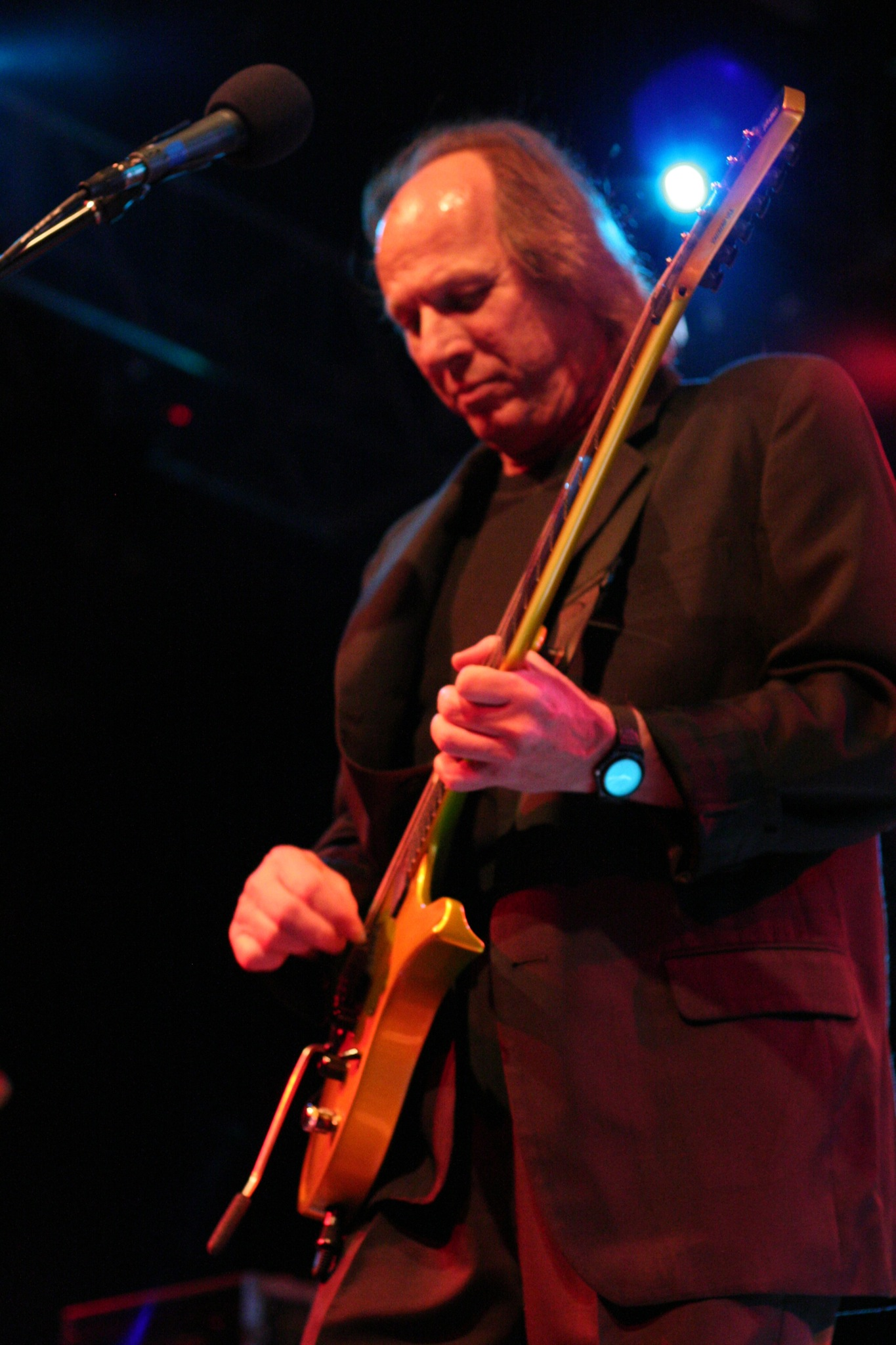
Adrian Belew (2006)

## Discografie

### Solo-albums
| Album met eventuele hitnotering(en) in de Nederlandse Album Top 100 | Datum van verschijnen | Datum van binnenkomst | Hoogste positie | Aantal weken | Opmerkingen    |
| ------------------------------------------------------------------- | --------------------- | --------------------- | --------------- | ------------ | -------------- |
| Lone Rhino                                                          | 1982                  | -                     | -               | -            | -              |
| Twang Bar King                                                      | 1983                  | -                     | -               | -            | -              |
| Desire Caught By the Tail                                           | 1986                  | -                     | -               | -            | -              |
| Mr. Music Head                                                      | 1989                  | -                     | -               | -            | -              |
| Young Lions                                                         | 1990                  | -                     | -               | -            | -              |
| Desire of the Rhino King                                            | 1991                  | -                     | -               | -            | Verzamelalbum  |
| Inner Revolution                                                    | 1992                  | -                     | -               | -            |                |
| The Acoustic Adrian Belew                                           | 1993                  | -                     | -               | -            | -              |
| Here                                                                | 1994                  | -                     | -               | -            | -              |
| The Experimental Guitar Series Volume 1: The Guitar as Orchestra    | 1995                  | -                     | -               | -            | -              |
| Op Zop Too Wah                                                      | 1996                  | -                     | -               | -            | -              |
| Belew Prints: The Acoustic Adrian Belew, Vol. 2                     | 1998                  | -                     | -               | -            | -              |
| Salad Days                                                          | 1999                  | -                     | -               | -            | -              |
| Coming Attractions                                                  | 2000                  | -                     | -               | -            | -Verzamelalbum |
| Side One                                                            | 2004                  | -                     | -               | -            | -              |
| Side Two                                                            | 2005                  | -                     | -               | -            | -              |
| Side Three                                                          | 2006                  | -                     | -               | -            | -              |
| Side Four                                                           | 2007                  | -                     | -               | -            | Live-album     |
| e                                                                   | 2009                  | -                     | -               | -            | -              |
| Live Overseas                                                       | 2009                  | -                     | -               | -            | -              |
| Idiom' on Classwar Karaoke 0031 Survey                              | 2015                  | -                     | -               | -            | Verzamelalbum  |
| Pop-Sided                                                           | 2019                  | -                     | -               | -            | -              |
| Elevator                                                            | 2021                  | -                     | -               | -            | -              |

### Solo-singles
| Single met eventuele hitnotering(en) in de Nederlandse Top 40 | Datum van verschijnen | Datum van binnenkomst | Hoogste positie | Aantal weken | Opmerkingen       |
| ------------------------------------------------------------- | --------------------- | --------------------- | --------------- | ------------ | ----------------- |
| Oh Daddy                                                      | 1989                  | -                     | -               | -            | -                 |
| Pretty Pink Rose                                              | 1990                  | -                     | -               | -            | (met David Bowie) |
| Men in Helicopters                                            | 1990                  | -                     | -               | -            | -                 |

- Bibsys: 5015642
- Biblioteca Nacional de España: XX1572813
- Bibliothèque nationale de France: cb140138465 (data)
- CiNii: DA16751159
- Gemeinsame Normdatei: 134325222
- International Standard Name Identifier: 0000 0000 8161 0898
- Library of Congress Control Number: n83154840
- MusicBrainz: 73c3f499-60e2-44e1-81dd-7fe2191461fa
- Nationale Bibliotheek van Tsjechië: xx0036717
- Nederlandse Thesaurus van Auteursnamen: 07039654X
- Istituto Centrale per il Catalogo Unico: MODV551443
- SNAC: w6vd8w49
- Système universitaire de documentation: 085676896
- Virtual International Authority File: 85528867
- WorldCat: E39PBJj4vkwpf9Fmvk6KmVRh73